# Incappucciata (personaggio)
L'Incappucciata, il cui vero nome è Justine Hammer, è un personaggio dei fumetti pubblicati dalla Marvel Comics. È figlia dell'industriale Justin Hammer.

## Biografia del personaggio

### La prima apparizione
L'Incappucciata e i suoi Signori del Male, furono ingaggiati da Don Fortunato per attaccare un boss rivale e, successivamente, fare da coprispalle durante una transazione d'affari. In entrambi i casi, furono attaccati dai Thunderbolts, coadiuvati dalla Vedova Nera, e riuscirono a fuggire solo grazie al potere di Justine.

### Avversaria dei T-Bolts
Quando i Thunderbolts si dividono, a causa della rinuncia di alcuni membri al piano originale di Zemo, l'Incappucciata invia un suo delegato a trattare con questi ultimi per chiedergli di unirsi al suo gruppo ma, in uno scontro che coinvolge anche Occhio di Falco, è costretta a rinunciare alle sue mire. Successivamente, l'Incappucciata trama per utilizzare un congegno di controllo meteorologico per ricattare i leader mondiali ma viene fermata da Moonstone, infiltratasi tra le sue file, prima di fuggire, tuttavia, riesce a mettere Dallas Riordan nel proprio costume. Tempo dopo le strade di Dallas e Justine si reincrociano, quando quest'ultima trasporta l'avversaria nel suo rifugio e la getta da un ponte paralizzandola. Ancora una volta, l'Incappucciata assembla una nuova squadra di Signori del Male da inviare contro i T-Bolts e ancora una volta è sconfitta ma, stavolta, non riesce a fuggire ed è catturata e incarcerata.

### Nuovamente libera
Evasa di prigione, partecipa ad una asta per aggiudicarsi il corpo del cyborg Deathlok che è interrotta dall'intervento di Hood. In seguito, entra tra le file del sindacato criminale di Robbins, prestandogli la propria cappa da sostituire alla sua e aiutandolo contro i suoi nemici. La vediamo infine contrapporsi a Tony Stark, assieme alla figlia Sasha che, alleatasi a Ezekiel Stane, la tradisce e la uccide.

## Poteri e abilità
Dotata di una cappa animata che le consente anche di levitare e teletrasportarsi, Justine è un'abile atleta e combattente.